# Nong Muang Khai (huyện)
Nong Muang Khai (tiếng Thái: หนองม่วงไข่) là một huyện (amphoe) ở trung bộ của tỉnh Phrae, phía bắc Thái Lan.

## Lịch sử
Tiểu huyện (King Amphoe) Nong Muang Khai được thành lập ngày 1 tháng 4 năm 1990 với tambon Mae Kham Mi và Nong Muang Khai của huyện Rong Kwang, Wang Luang và Nam Rat của huyện Song. Đơn vị hành chính này đã thuộc Rong Kwang. Đơn vị này đã được nâng cấp thành huyện ngày 7 tháng 9 năm 1995.

## Địa lý
Các huyện giáp ranh (từ phía bắc theo chiều kim đồng hồ): Song, Rong Kwang, Mueang Phrae và Long.

## Hành chính
Huyện này được chia thành 6 phó huyện (tambon), các đơn vị này lại được chia ra thành 34 làng (muban). Nong Muang Khai là một thị trấn (thesaban tambon) và nằm trên phần lớn tambon Nong Muang Khai. Có 5 Tổ chức hành chính tambon.
| STT | Tên             | Tên tiếng Thái | Số làng | Dân số |  |
| --- | --------------- | -------------- | ------- | ------ |  |
| 1.  | Mae Kham Mi     | แม่คำมี          | 4       | 2.262  |  |
| 2.  | Nong Muang Khai | หนองม่วงไข่      | 8       | 4.853  |  |
| 3.  | Nam Rat         | น้ำรัด           | 6       | 3.594  |  |
| 4.  | Wang Luang      | วังหลวง         | 5       | 2.716  |  |
| 5.  | Tamnak Tham     | ตำหนักธรรม      | 7       | 3.549  |  |
| 6.  | Thung Khaeo     | ทุ่งแค้ว          | 4       | 2.328  |  |